# Víctor Pàmies i Riudor
Víctor Pàmies i Riudor   (Barcelona, 10 de maig de 1963) és un filòleg, lingüista i bloguer català especialitzat en paremiologia. És conegut per les seves publicacions sobre aquesta disciplina i per la seva recopilació i divulgació de refranys en més d'una vintena de blogs especialitzats i en seminaris per a públic no expert.
També és el creador i mantenidor de la Paremiologia Catalana Comparada Digital (PCCD), el portal digital més extens sobre refranys i frases fetes que existeix en català, amb més d'un milió d'entrades. Aquest repositori fraseològic de referència, amb sinònims, equivalents interlingüístics i citacions bibliogràfiques, és el resultat de diverses dècades de revitalització, transcripció, encreuament i confecció de bases de dades paremiològiques de la llengua catalana a partir de la seva afició i d'una biblioteca personal especialitzada de col·leccionisme d'obres històriques d'aquest àmbit.

## Trajectòria
Víctor Pàmies i Riudor es va llicenciar en Filologia catalana per la Universitat de Barcelona l'any 1996. Des de l'any 1995 va emprendre (en paral·lel a la finalització dels seus estudis) una tasca de recopilació de prop de mig milió de refranys —a partir de fonts orals o escrites— i va iniciar la creació d'una biblioteca paremiològica de suport d'uns 600 exemplars.
A partir de l'any 2002 va començar a publicar a Internet diversos estudis sobre paremiologia catalana, tot oferint eines i continguts com un refranyer català-castellà, un recull de dites i frases fetes català-castellà, un diccionari de citacions i un refranyer temàtic, entre d'altres.
L'any 2008 va obtenir el màster en línia en Terminologia per l'Institut Universitari de Lingüística Aplicada (IULA) de la Universitat Pompeu Fabra de Barcelona. Com a treball de final de màster va elaborar un vocabulari de paremiologia multilingüe en català, castellà, anglès i francès de 150 termes que, gràcies a un conveni amb el TERMCAT establert el 2011, s'ofereix en l'eina de cerques d'aquesta plataforma, el Cercaterm.

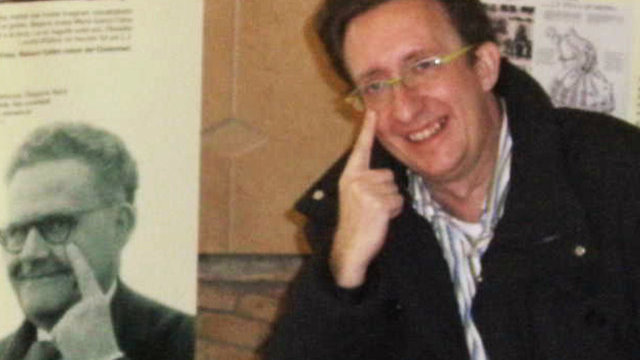
Pàmies a la conferència Els refranys a través de Joan Amades, l'any 2009 a Cal Figarot (Vilafranca del Penedès).

Pel que fa a la seva tasca divulgativa, des de mitjan dècada de 2000, ha desenvolupat gran part de la seva activitat a partir de la més d'una vintena de blogs que manté. Ha destacat com a dinamitzador cultural a la xarxa en la realització d'homenatges a personatges clau de la cultura catalana, com ara Joan Brossa el 2008; Carles Riba el 2009; Joan Amades, Salvador Espriu, Jesús Moncada, Màrius Torres i Joan Solà l'any 2010; Montserrat Roig el 2011; J.V. Foix i el primer centenari de la Secció Filològica de l'Institut d'Estudis Catalans el 2012 i successivament.
L'any 2010 va realitzar una enquesta per identificar els 10 refranys més populars als diversos territoris de parla catalana. Amb una participació de 1.200 persones, va recopilar més de dotze mil refranys i va ser premiat als Premis C@ts d'aquell any com a millor iniciativa blogaire temàtica; premi que repetiria l'any següent en la secció de Cultura. Dos anys després, va presentar el Mapa de paremiologia tòpica dels Països Catalans, una eina amb participació col·laborativa que vinculava un blog format per fitxes dels prop de 2.000 municipis dels Països Catalans amb un mapa de Google Maps que aprofitava la tecnologia de geolocalització. A partir de la dècada de 2010, va publicar les seves primeres obres editorials de manera independent gràcies a la plataforma de micromecenatge Verkami (tot esdevenint la primera obra en català finançada a través d'aquesta eina), malgrat que posteriorment en va publicar d'altres sota segells editorials catalans.
El gener de 2020, i gràcies a la col·laboració de Softcatalà, va fer públic el nou portal Paremiologia Catalana Comparada Digital. Aquesta base de dades va començar a incloure des de pocs milers fins a 150.000 parèmies estructurades com a frases fetes, locucions, refranys, proverbis i embarbussaments, de les més de 650.000 recollides durant vint-i-cinc anys per Pàmies i Riudor, i s'amplià i actualitzà amb el pas dels anys fins a més d'un milió d'entrades el 2023.

## Obres
- Pàmies i Riudor, Víctor. Amb cara i ulls. Diccionari de dites i refranys sobre l'ull.  Vallromanes: Ed. l'autor, 2011 (Col·lecció Enciclopèdia paremiològica del cos humà, 1). ISBN 9788461483532.[4][7]
- Pàmies i Riudor, Víctor. En cap cap cap. Diccionari de dites i refranys sobre el cap.  Vallromanes: Ed. l'autor, 2012 (Col·lecció Enciclopèdia paremiològica del cos humà, 2). ISBN 9788461581108.[4]
- Pàmies i Riudor, Víctor. Dites.cat. Locucions, frases fetes i refranys del català.  Barcelona: Barcanova, 2012 (Col·lecció El català portàtil). ISBN 9788448930417.[4]
- Pàmies i Riudor, Víctor; Palou, Jordi. Els 100 refranys més populars.  Valls: Cossetània Edicions, 2013 (Col·lecció De cent en cent, 16). ISBN 9788490340325.[4]
- Pròleg a Martín Burutxaga, Pedro M. Petit refranyer català-esperanto (en català i esperanto).  Associació Catalana d'Esperanto, 2014.[10]
- Fontana, Joan; Gargallo, José Enrique; Pàmies, Víctor; Ugarte, Xus. Els refranys més usuals de la llengua catalana.  Llibres de l'índex, 2016. ISBN 9788494288999.[4]